# Siemssenius
Siemssenius es un género de escarabajos de la familia Chrysomelidae. El género fue descrito científicamente primero por Weise en 1922. Esta es una lista de especies perteneciente a este género:
- Siemssenius clermonti (Laboissiere, 1929)
- Siemssenius fulvipennis (Jacoby, 1890)
- Siemssenius jeanvoinei (Laboissiere, 1929)
- Siemssenius metallipennis (Chujo, 1962)
- Siemssenius modestus (Weise, 1922)
- Siemssenius nigriceps (Laboissiere, 1929)
- Siemssenius rufipennis (Chujo, 1962)
- Siemssenius trifasciata (Jiang, 1992)